# NGC 3682
NGC 3682 ist eine linsenförmige Galaxie vom Hubble-Typ S0-a im Sternbild Drache. Sie ist schätzungsweise 72 Millionen Lichtjahre von der Milchstraße entfernt.
Das Objekt wurde am 6. April 1793 von Wilhelm Herschel entdeckt.